# كون (دي جي)
كون بويرارتس (keon Bauwerearts)  و يعرف أكثر باسم شهرته كون (Clone) من مواليد 30 مايو 1983 .هو دي جي و منتج بلجيكي مصنف في المركز 57 سنة 2017 حسب التصنيف العالمي للدي جي التي تصدره سنويا مجلة دي جي .